# スロヴァキア国立コシツェ・フィルハーモニー管弦楽団
スロヴァキア国立コシツェ・フィルハーモニー管弦楽団（スロヴァキア語：Štátna filharmónia Košice）は、スロヴァキア東部の都市コシツェを本拠地とするオーケストラ。

## 概要
1968年に設立。初代首席指揮者はビストリーク・レジュハ。シナゴーグを改修した芸術劇場（Dom umenia）で定期公演を行う他、毎年5月に開催される「コシツェ音楽の春」（Košická hudobná jar）など3つの音楽祭を主催する。
レコーディングでは、主にマルコポーロ・レーベルに、シュトラウス・ファミリー、シュポア、ラフ、ルビンシテイン、フルトヴェングラー、ワルトトイフェル、スッペなどのマイナーな管弦楽作品を多く録音している。

## 歴代首席指揮者
- 1968 - 1981　ビストリーク・レジュハ
- 1981 - 1983　スタニスラフ・マクラ
- 1983 - 1985　ラディスラフ・スロヴァーク
- 1985 - 1990　リヒャルト・ツィマー
- 1990 - 1992　ヨハネス・ヴィルトナー
- 1993 - 1995　ビストリーク・レジュハ
- 1995 - 1996　スタニスラフ・マクラ
- 1998 - 2003　トマーシュ・コウトニーク
- 2003 - 2008　イェルジ・スヴォボダ
- 2008 - 2021　ズビニェク・ミュラー
- 2021 - 　ロバート・ジンドラ[2]